# Дейк, Нильс ван
Нильс Густав Герард ван Дейк (норв. Nils Gustav Gerhard van Dijk; 21 октября 1933, Берген — 17 января 2003, Берген) — норвежский шахматный композитор, международный мастер (1961) и международный арбитр (1966) по шахматной композиции. Последователь стратегической школы в задаче. С 1952 опубликовал 260 двух- и трёхходовых задач. На конкурсах удостоен свыше 60 первых призов.

## Задачи
|   | a | b | c | d | e | f | g | h |   |
| - | --- | --- | --- | --- | --- | --- | --- | --- | - |
| 8 | e8 белый ферзь · d7 чёрная пешка · f7 чёрная пешка · g7 чёрная пешка · h7 белый слон · c6 чёрная пешка · d6 чёрная ладья · f6 чёрная пешка · h6 чёрный король · b5 чёрный конь · e5 чёрная пешка · g5 белый конь · a4 чёрная пешка · c4 чёрный ферзь · a3 чёрная ладья · f3 белая пешка · g3 белый конь · d2 белая ладья · e2 чёрная пешка · c1 белый слон · d1 чёрный слон · e1 белый король | e8 белый ферзь · d7 чёрная пешка · f7 чёрная пешка · g7 чёрная пешка · h7 белый слон · c6 чёрная пешка · d6 чёрная ладья · f6 чёрная пешка · h6 чёрный король · b5 чёрный конь · e5 чёрная пешка · g5 белый конь · a4 чёрная пешка · c4 чёрный ферзь · a3 чёрная ладья · f3 белая пешка · g3 белый конь · d2 белая ладья · e2 чёрная пешка · c1 белый слон · d1 чёрный слон · e1 белый король | e8 белый ферзь · d7 чёрная пешка · f7 чёрная пешка · g7 чёрная пешка · h7 белый слон · c6 чёрная пешка · d6 чёрная ладья · f6 чёрная пешка · h6 чёрный король · b5 чёрный конь · e5 чёрная пешка · g5 белый конь · a4 чёрная пешка · c4 чёрный ферзь · a3 чёрная ладья · f3 белая пешка · g3 белый конь · d2 белая ладья · e2 чёрная пешка · c1 белый слон · d1 чёрный слон · e1 белый король | e8 белый ферзь · d7 чёрная пешка · f7 чёрная пешка · g7 чёрная пешка · h7 белый слон · c6 чёрная пешка · d6 чёрная ладья · f6 чёрная пешка · h6 чёрный король · b5 чёрный конь · e5 чёрная пешка · g5 белый конь · a4 чёрная пешка · c4 чёрный ферзь · a3 чёрная ладья · f3 белая пешка · g3 белый конь · d2 белая ладья · e2 чёрная пешка · c1 белый слон · d1 чёрный слон · e1 белый король | e8 белый ферзь · d7 чёрная пешка · f7 чёрная пешка · g7 чёрная пешка · h7 белый слон · c6 чёрная пешка · d6 чёрная ладья · f6 чёрная пешка · h6 чёрный король · b5 чёрный конь · e5 чёрная пешка · g5 белый конь · a4 чёрная пешка · c4 чёрный ферзь · a3 чёрная ладья · f3 белая пешка · g3 белый конь · d2 белая ладья · e2 чёрная пешка · c1 белый слон · d1 чёрный слон · e1 белый король | e8 белый ферзь · d7 чёрная пешка · f7 чёрная пешка · g7 чёрная пешка · h7 белый слон · c6 чёрная пешка · d6 чёрная ладья · f6 чёрная пешка · h6 чёрный король · b5 чёрный конь · e5 чёрная пешка · g5 белый конь · a4 чёрная пешка · c4 чёрный ферзь · a3 чёрная ладья · f3 белая пешка · g3 белый конь · d2 белая ладья · e2 чёрная пешка · c1 белый слон · d1 чёрный слон · e1 белый король | e8 белый ферзь · d7 чёрная пешка · f7 чёрная пешка · g7 чёрная пешка · h7 белый слон · c6 чёрная пешка · d6 чёрная ладья · f6 чёрная пешка · h6 чёрный король · b5 чёрный конь · e5 чёрная пешка · g5 белый конь · a4 чёрная пешка · c4 чёрный ферзь · a3 чёрная ладья · f3 белая пешка · g3 белый конь · d2 белая ладья · e2 чёрная пешка · c1 белый слон · d1 чёрный слон · e1 белый король | e8 белый ферзь · d7 чёрная пешка · f7 чёрная пешка · g7 чёрная пешка · h7 белый слон · c6 чёрная пешка · d6 чёрная ладья · f6 чёрная пешка · h6 чёрный король · b5 чёрный конь · e5 чёрная пешка · g5 белый конь · a4 чёрная пешка · c4 чёрный ферзь · a3 чёрная ладья · f3 белая пешка · g3 белый конь · d2 белая ладья · e2 чёрная пешка · c1 белый слон · d1 чёрный слон · e1 белый король | 8 |
| 7 | e8 белый ферзь · d7 чёрная пешка · f7 чёрная пешка · g7 чёрная пешка · h7 белый слон · c6 чёрная пешка · d6 чёрная ладья · f6 чёрная пешка · h6 чёрный король · b5 чёрный конь · e5 чёрная пешка · g5 белый конь · a4 чёрная пешка · c4 чёрный ферзь · a3 чёрная ладья · f3 белая пешка · g3 белый конь · d2 белая ладья · e2 чёрная пешка · c1 белый слон · d1 чёрный слон · e1 белый король | e8 белый ферзь · d7 чёрная пешка · f7 чёрная пешка · g7 чёрная пешка · h7 белый слон · c6 чёрная пешка · d6 чёрная ладья · f6 чёрная пешка · h6 чёрный король · b5 чёрный конь · e5 чёрная пешка · g5 белый конь · a4 чёрная пешка · c4 чёрный ферзь · a3 чёрная ладья · f3 белая пешка · g3 белый конь · d2 белая ладья · e2 чёрная пешка · c1 белый слон · d1 чёрный слон · e1 белый король | e8 белый ферзь · d7 чёрная пешка · f7 чёрная пешка · g7 чёрная пешка · h7 белый слон · c6 чёрная пешка · d6 чёрная ладья · f6 чёрная пешка · h6 чёрный король · b5 чёрный конь · e5 чёрная пешка · g5 белый конь · a4 чёрная пешка · c4 чёрный ферзь · a3 чёрная ладья · f3 белая пешка · g3 белый конь · d2 белая ладья · e2 чёрная пешка · c1 белый слон · d1 чёрный слон · e1 белый король | e8 белый ферзь · d7 чёрная пешка · f7 чёрная пешка · g7 чёрная пешка · h7 белый слон · c6 чёрная пешка · d6 чёрная ладья · f6 чёрная пешка · h6 чёрный король · b5 чёрный конь · e5 чёрная пешка · g5 белый конь · a4 чёрная пешка · c4 чёрный ферзь · a3 чёрная ладья · f3 белая пешка · g3 белый конь · d2 белая ладья · e2 чёрная пешка · c1 белый слон · d1 чёрный слон · e1 белый король | e8 белый ферзь · d7 чёрная пешка · f7 чёрная пешка · g7 чёрная пешка · h7 белый слон · c6 чёрная пешка · d6 чёрная ладья · f6 чёрная пешка · h6 чёрный король · b5 чёрный конь · e5 чёрная пешка · g5 белый конь · a4 чёрная пешка · c4 чёрный ферзь · a3 чёрная ладья · f3 белая пешка · g3 белый конь · d2 белая ладья · e2 чёрная пешка · c1 белый слон · d1 чёрный слон · e1 белый король | e8 белый ферзь · d7 чёрная пешка · f7 чёрная пешка · g7 чёрная пешка · h7 белый слон · c6 чёрная пешка · d6 чёрная ладья · f6 чёрная пешка · h6 чёрный король · b5 чёрный конь · e5 чёрная пешка · g5 белый конь · a4 чёрная пешка · c4 чёрный ферзь · a3 чёрная ладья · f3 белая пешка · g3 белый конь · d2 белая ладья · e2 чёрная пешка · c1 белый слон · d1 чёрный слон · e1 белый король | e8 белый ферзь · d7 чёрная пешка · f7 чёрная пешка · g7 чёрная пешка · h7 белый слон · c6 чёрная пешка · d6 чёрная ладья · f6 чёрная пешка · h6 чёрный король · b5 чёрный конь · e5 чёрная пешка · g5 белый конь · a4 чёрная пешка · c4 чёрный ферзь · a3 чёрная ладья · f3 белая пешка · g3 белый конь · d2 белая ладья · e2 чёрная пешка · c1 белый слон · d1 чёрный слон · e1 белый король | e8 белый ферзь · d7 чёрная пешка · f7 чёрная пешка · g7 чёрная пешка · h7 белый слон · c6 чёрная пешка · d6 чёрная ладья · f6 чёрная пешка · h6 чёрный король · b5 чёрный конь · e5 чёрная пешка · g5 белый конь · a4 чёрная пешка · c4 чёрный ферзь · a3 чёрная ладья · f3 белая пешка · g3 белый конь · d2 белая ладья · e2 чёрная пешка · c1 белый слон · d1 чёрный слон · e1 белый король | 7 |
| 6 | e8 белый ферзь · d7 чёрная пешка · f7 чёрная пешка · g7 чёрная пешка · h7 белый слон · c6 чёрная пешка · d6 чёрная ладья · f6 чёрная пешка · h6 чёрный король · b5 чёрный конь · e5 чёрная пешка · g5 белый конь · a4 чёрная пешка · c4 чёрный ферзь · a3 чёрная ладья · f3 белая пешка · g3 белый конь · d2 белая ладья · e2 чёрная пешка · c1 белый слон · d1 чёрный слон · e1 белый король | e8 белый ферзь · d7 чёрная пешка · f7 чёрная пешка · g7 чёрная пешка · h7 белый слон · c6 чёрная пешка · d6 чёрная ладья · f6 чёрная пешка · h6 чёрный король · b5 чёрный конь · e5 чёрная пешка · g5 белый конь · a4 чёрная пешка · c4 чёрный ферзь · a3 чёрная ладья · f3 белая пешка · g3 белый конь · d2 белая ладья · e2 чёрная пешка · c1 белый слон · d1 чёрный слон · e1 белый король | e8 белый ферзь · d7 чёрная пешка · f7 чёрная пешка · g7 чёрная пешка · h7 белый слон · c6 чёрная пешка · d6 чёрная ладья · f6 чёрная пешка · h6 чёрный король · b5 чёрный конь · e5 чёрная пешка · g5 белый конь · a4 чёрная пешка · c4 чёрный ферзь · a3 чёрная ладья · f3 белая пешка · g3 белый конь · d2 белая ладья · e2 чёрная пешка · c1 белый слон · d1 чёрный слон · e1 белый король | e8 белый ферзь · d7 чёрная пешка · f7 чёрная пешка · g7 чёрная пешка · h7 белый слон · c6 чёрная пешка · d6 чёрная ладья · f6 чёрная пешка · h6 чёрный король · b5 чёрный конь · e5 чёрная пешка · g5 белый конь · a4 чёрная пешка · c4 чёрный ферзь · a3 чёрная ладья · f3 белая пешка · g3 белый конь · d2 белая ладья · e2 чёрная пешка · c1 белый слон · d1 чёрный слон · e1 белый король | e8 белый ферзь · d7 чёрная пешка · f7 чёрная пешка · g7 чёрная пешка · h7 белый слон · c6 чёрная пешка · d6 чёрная ладья · f6 чёрная пешка · h6 чёрный король · b5 чёрный конь · e5 чёрная пешка · g5 белый конь · a4 чёрная пешка · c4 чёрный ферзь · a3 чёрная ладья · f3 белая пешка · g3 белый конь · d2 белая ладья · e2 чёрная пешка · c1 белый слон · d1 чёрный слон · e1 белый король | e8 белый ферзь · d7 чёрная пешка · f7 чёрная пешка · g7 чёрная пешка · h7 белый слон · c6 чёрная пешка · d6 чёрная ладья · f6 чёрная пешка · h6 чёрный король · b5 чёрный конь · e5 чёрная пешка · g5 белый конь · a4 чёрная пешка · c4 чёрный ферзь · a3 чёрная ладья · f3 белая пешка · g3 белый конь · d2 белая ладья · e2 чёрная пешка · c1 белый слон · d1 чёрный слон · e1 белый король | e8 белый ферзь · d7 чёрная пешка · f7 чёрная пешка · g7 чёрная пешка · h7 белый слон · c6 чёрная пешка · d6 чёрная ладья · f6 чёрная пешка · h6 чёрный король · b5 чёрный конь · e5 чёрная пешка · g5 белый конь · a4 чёрная пешка · c4 чёрный ферзь · a3 чёрная ладья · f3 белая пешка · g3 белый конь · d2 белая ладья · e2 чёрная пешка · c1 белый слон · d1 чёрный слон · e1 белый король | e8 белый ферзь · d7 чёрная пешка · f7 чёрная пешка · g7 чёрная пешка · h7 белый слон · c6 чёрная пешка · d6 чёрная ладья · f6 чёрная пешка · h6 чёрный король · b5 чёрный конь · e5 чёрная пешка · g5 белый конь · a4 чёрная пешка · c4 чёрный ферзь · a3 чёрная ладья · f3 белая пешка · g3 белый конь · d2 белая ладья · e2 чёрная пешка · c1 белый слон · d1 чёрный слон · e1 белый король | 6 |
| 5 | e8 белый ферзь · d7 чёрная пешка · f7 чёрная пешка · g7 чёрная пешка · h7 белый слон · c6 чёрная пешка · d6 чёрная ладья · f6 чёрная пешка · h6 чёрный король · b5 чёрный конь · e5 чёрная пешка · g5 белый конь · a4 чёрная пешка · c4 чёрный ферзь · a3 чёрная ладья · f3 белая пешка · g3 белый конь · d2 белая ладья · e2 чёрная пешка · c1 белый слон · d1 чёрный слон · e1 белый король | e8 белый ферзь · d7 чёрная пешка · f7 чёрная пешка · g7 чёрная пешка · h7 белый слон · c6 чёрная пешка · d6 чёрная ладья · f6 чёрная пешка · h6 чёрный король · b5 чёрный конь · e5 чёрная пешка · g5 белый конь · a4 чёрная пешка · c4 чёрный ферзь · a3 чёрная ладья · f3 белая пешка · g3 белый конь · d2 белая ладья · e2 чёрная пешка · c1 белый слон · d1 чёрный слон · e1 белый король | e8 белый ферзь · d7 чёрная пешка · f7 чёрная пешка · g7 чёрная пешка · h7 белый слон · c6 чёрная пешка · d6 чёрная ладья · f6 чёрная пешка · h6 чёрный король · b5 чёрный конь · e5 чёрная пешка · g5 белый конь · a4 чёрная пешка · c4 чёрный ферзь · a3 чёрная ладья · f3 белая пешка · g3 белый конь · d2 белая ладья · e2 чёрная пешка · c1 белый слон · d1 чёрный слон · e1 белый король | e8 белый ферзь · d7 чёрная пешка · f7 чёрная пешка · g7 чёрная пешка · h7 белый слон · c6 чёрная пешка · d6 чёрная ладья · f6 чёрная пешка · h6 чёрный король · b5 чёрный конь · e5 чёрная пешка · g5 белый конь · a4 чёрная пешка · c4 чёрный ферзь · a3 чёрная ладья · f3 белая пешка · g3 белый конь · d2 белая ладья · e2 чёрная пешка · c1 белый слон · d1 чёрный слон · e1 белый король | e8 белый ферзь · d7 чёрная пешка · f7 чёрная пешка · g7 чёрная пешка · h7 белый слон · c6 чёрная пешка · d6 чёрная ладья · f6 чёрная пешка · h6 чёрный король · b5 чёрный конь · e5 чёрная пешка · g5 белый конь · a4 чёрная пешка · c4 чёрный ферзь · a3 чёрная ладья · f3 белая пешка · g3 белый конь · d2 белая ладья · e2 чёрная пешка · c1 белый слон · d1 чёрный слон · e1 белый король | e8 белый ферзь · d7 чёрная пешка · f7 чёрная пешка · g7 чёрная пешка · h7 белый слон · c6 чёрная пешка · d6 чёрная ладья · f6 чёрная пешка · h6 чёрный король · b5 чёрный конь · e5 чёрная пешка · g5 белый конь · a4 чёрная пешка · c4 чёрный ферзь · a3 чёрная ладья · f3 белая пешка · g3 белый конь · d2 белая ладья · e2 чёрная пешка · c1 белый слон · d1 чёрный слон · e1 белый король | e8 белый ферзь · d7 чёрная пешка · f7 чёрная пешка · g7 чёрная пешка · h7 белый слон · c6 чёрная пешка · d6 чёрная ладья · f6 чёрная пешка · h6 чёрный король · b5 чёрный конь · e5 чёрная пешка · g5 белый конь · a4 чёрная пешка · c4 чёрный ферзь · a3 чёрная ладья · f3 белая пешка · g3 белый конь · d2 белая ладья · e2 чёрная пешка · c1 белый слон · d1 чёрный слон · e1 белый король | e8 белый ферзь · d7 чёрная пешка · f7 чёрная пешка · g7 чёрная пешка · h7 белый слон · c6 чёрная пешка · d6 чёрная ладья · f6 чёрная пешка · h6 чёрный король · b5 чёрный конь · e5 чёрная пешка · g5 белый конь · a4 чёрная пешка · c4 чёрный ферзь · a3 чёрная ладья · f3 белая пешка · g3 белый конь · d2 белая ладья · e2 чёрная пешка · c1 белый слон · d1 чёрный слон · e1 белый король | 5 |
| 4 | e8 белый ферзь · d7 чёрная пешка · f7 чёрная пешка · g7 чёрная пешка · h7 белый слон · c6 чёрная пешка · d6 чёрная ладья · f6 чёрная пешка · h6 чёрный король · b5 чёрный конь · e5 чёрная пешка · g5 белый конь · a4 чёрная пешка · c4 чёрный ферзь · a3 чёрная ладья · f3 белая пешка · g3 белый конь · d2 белая ладья · e2 чёрная пешка · c1 белый слон · d1 чёрный слон · e1 белый король | e8 белый ферзь · d7 чёрная пешка · f7 чёрная пешка · g7 чёрная пешка · h7 белый слон · c6 чёрная пешка · d6 чёрная ладья · f6 чёрная пешка · h6 чёрный король · b5 чёрный конь · e5 чёрная пешка · g5 белый конь · a4 чёрная пешка · c4 чёрный ферзь · a3 чёрная ладья · f3 белая пешка · g3 белый конь · d2 белая ладья · e2 чёрная пешка · c1 белый слон · d1 чёрный слон · e1 белый король | e8 белый ферзь · d7 чёрная пешка · f7 чёрная пешка · g7 чёрная пешка · h7 белый слон · c6 чёрная пешка · d6 чёрная ладья · f6 чёрная пешка · h6 чёрный король · b5 чёрный конь · e5 чёрная пешка · g5 белый конь · a4 чёрная пешка · c4 чёрный ферзь · a3 чёрная ладья · f3 белая пешка · g3 белый конь · d2 белая ладья · e2 чёрная пешка · c1 белый слон · d1 чёрный слон · e1 белый король | e8 белый ферзь · d7 чёрная пешка · f7 чёрная пешка · g7 чёрная пешка · h7 белый слон · c6 чёрная пешка · d6 чёрная ладья · f6 чёрная пешка · h6 чёрный король · b5 чёрный конь · e5 чёрная пешка · g5 белый конь · a4 чёрная пешка · c4 чёрный ферзь · a3 чёрная ладья · f3 белая пешка · g3 белый конь · d2 белая ладья · e2 чёрная пешка · c1 белый слон · d1 чёрный слон · e1 белый король | e8 белый ферзь · d7 чёрная пешка · f7 чёрная пешка · g7 чёрная пешка · h7 белый слон · c6 чёрная пешка · d6 чёрная ладья · f6 чёрная пешка · h6 чёрный король · b5 чёрный конь · e5 чёрная пешка · g5 белый конь · a4 чёрная пешка · c4 чёрный ферзь · a3 чёрная ладья · f3 белая пешка · g3 белый конь · d2 белая ладья · e2 чёрная пешка · c1 белый слон · d1 чёрный слон · e1 белый король | e8 белый ферзь · d7 чёрная пешка · f7 чёрная пешка · g7 чёрная пешка · h7 белый слон · c6 чёрная пешка · d6 чёрная ладья · f6 чёрная пешка · h6 чёрный король · b5 чёрный конь · e5 чёрная пешка · g5 белый конь · a4 чёрная пешка · c4 чёрный ферзь · a3 чёрная ладья · f3 белая пешка · g3 белый конь · d2 белая ладья · e2 чёрная пешка · c1 белый слон · d1 чёрный слон · e1 белый король | e8 белый ферзь · d7 чёрная пешка · f7 чёрная пешка · g7 чёрная пешка · h7 белый слон · c6 чёрная пешка · d6 чёрная ладья · f6 чёрная пешка · h6 чёрный король · b5 чёрный конь · e5 чёрная пешка · g5 белый конь · a4 чёрная пешка · c4 чёрный ферзь · a3 чёрная ладья · f3 белая пешка · g3 белый конь · d2 белая ладья · e2 чёрная пешка · c1 белый слон · d1 чёрный слон · e1 белый король | e8 белый ферзь · d7 чёрная пешка · f7 чёрная пешка · g7 чёрная пешка · h7 белый слон · c6 чёрная пешка · d6 чёрная ладья · f6 чёрная пешка · h6 чёрный король · b5 чёрный конь · e5 чёрная пешка · g5 белый конь · a4 чёрная пешка · c4 чёрный ферзь · a3 чёрная ладья · f3 белая пешка · g3 белый конь · d2 белая ладья · e2 чёрная пешка · c1 белый слон · d1 чёрный слон · e1 белый король | 4 |
| 3 | e8 белый ферзь · d7 чёрная пешка · f7 чёрная пешка · g7 чёрная пешка · h7 белый слон · c6 чёрная пешка · d6 чёрная ладья · f6 чёрная пешка · h6 чёрный король · b5 чёрный конь · e5 чёрная пешка · g5 белый конь · a4 чёрная пешка · c4 чёрный ферзь · a3 чёрная ладья · f3 белая пешка · g3 белый конь · d2 белая ладья · e2 чёрная пешка · c1 белый слон · d1 чёрный слон · e1 белый король | e8 белый ферзь · d7 чёрная пешка · f7 чёрная пешка · g7 чёрная пешка · h7 белый слон · c6 чёрная пешка · d6 чёрная ладья · f6 чёрная пешка · h6 чёрный король · b5 чёрный конь · e5 чёрная пешка · g5 белый конь · a4 чёрная пешка · c4 чёрный ферзь · a3 чёрная ладья · f3 белая пешка · g3 белый конь · d2 белая ладья · e2 чёрная пешка · c1 белый слон · d1 чёрный слон · e1 белый король | e8 белый ферзь · d7 чёрная пешка · f7 чёрная пешка · g7 чёрная пешка · h7 белый слон · c6 чёрная пешка · d6 чёрная ладья · f6 чёрная пешка · h6 чёрный король · b5 чёрный конь · e5 чёрная пешка · g5 белый конь · a4 чёрная пешка · c4 чёрный ферзь · a3 чёрная ладья · f3 белая пешка · g3 белый конь · d2 белая ладья · e2 чёрная пешка · c1 белый слон · d1 чёрный слон · e1 белый король | e8 белый ферзь · d7 чёрная пешка · f7 чёрная пешка · g7 чёрная пешка · h7 белый слон · c6 чёрная пешка · d6 чёрная ладья · f6 чёрная пешка · h6 чёрный король · b5 чёрный конь · e5 чёрная пешка · g5 белый конь · a4 чёрная пешка · c4 чёрный ферзь · a3 чёрная ладья · f3 белая пешка · g3 белый конь · d2 белая ладья · e2 чёрная пешка · c1 белый слон · d1 чёрный слон · e1 белый король | e8 белый ферзь · d7 чёрная пешка · f7 чёрная пешка · g7 чёрная пешка · h7 белый слон · c6 чёрная пешка · d6 чёрная ладья · f6 чёрная пешка · h6 чёрный король · b5 чёрный конь · e5 чёрная пешка · g5 белый конь · a4 чёрная пешка · c4 чёрный ферзь · a3 чёрная ладья · f3 белая пешка · g3 белый конь · d2 белая ладья · e2 чёрная пешка · c1 белый слон · d1 чёрный слон · e1 белый король | e8 белый ферзь · d7 чёрная пешка · f7 чёрная пешка · g7 чёрная пешка · h7 белый слон · c6 чёрная пешка · d6 чёрная ладья · f6 чёрная пешка · h6 чёрный король · b5 чёрный конь · e5 чёрная пешка · g5 белый конь · a4 чёрная пешка · c4 чёрный ферзь · a3 чёрная ладья · f3 белая пешка · g3 белый конь · d2 белая ладья · e2 чёрная пешка · c1 белый слон · d1 чёрный слон · e1 белый король | e8 белый ферзь · d7 чёрная пешка · f7 чёрная пешка · g7 чёрная пешка · h7 белый слон · c6 чёрная пешка · d6 чёрная ладья · f6 чёрная пешка · h6 чёрный король · b5 чёрный конь · e5 чёрная пешка · g5 белый конь · a4 чёрная пешка · c4 чёрный ферзь · a3 чёрная ладья · f3 белая пешка · g3 белый конь · d2 белая ладья · e2 чёрная пешка · c1 белый слон · d1 чёрный слон · e1 белый король | e8 белый ферзь · d7 чёрная пешка · f7 чёрная пешка · g7 чёрная пешка · h7 белый слон · c6 чёрная пешка · d6 чёрная ладья · f6 чёрная пешка · h6 чёрный король · b5 чёрный конь · e5 чёрная пешка · g5 белый конь · a4 чёрная пешка · c4 чёрный ферзь · a3 чёрная ладья · f3 белая пешка · g3 белый конь · d2 белая ладья · e2 чёрная пешка · c1 белый слон · d1 чёрный слон · e1 белый король | 3 |
| 2 | e8 белый ферзь · d7 чёрная пешка · f7 чёрная пешка · g7 чёрная пешка · h7 белый слон · c6 чёрная пешка · d6 чёрная ладья · f6 чёрная пешка · h6 чёрный король · b5 чёрный конь · e5 чёрная пешка · g5 белый конь · a4 чёрная пешка · c4 чёрный ферзь · a3 чёрная ладья · f3 белая пешка · g3 белый конь · d2 белая ладья · e2 чёрная пешка · c1 белый слон · d1 чёрный слон · e1 белый король | e8 белый ферзь · d7 чёрная пешка · f7 чёрная пешка · g7 чёрная пешка · h7 белый слон · c6 чёрная пешка · d6 чёрная ладья · f6 чёрная пешка · h6 чёрный король · b5 чёрный конь · e5 чёрная пешка · g5 белый конь · a4 чёрная пешка · c4 чёрный ферзь · a3 чёрная ладья · f3 белая пешка · g3 белый конь · d2 белая ладья · e2 чёрная пешка · c1 белый слон · d1 чёрный слон · e1 белый король | e8 белый ферзь · d7 чёрная пешка · f7 чёрная пешка · g7 чёрная пешка · h7 белый слон · c6 чёрная пешка · d6 чёрная ладья · f6 чёрная пешка · h6 чёрный король · b5 чёрный конь · e5 чёрная пешка · g5 белый конь · a4 чёрная пешка · c4 чёрный ферзь · a3 чёрная ладья · f3 белая пешка · g3 белый конь · d2 белая ладья · e2 чёрная пешка · c1 белый слон · d1 чёрный слон · e1 белый король | e8 белый ферзь · d7 чёрная пешка · f7 чёрная пешка · g7 чёрная пешка · h7 белый слон · c6 чёрная пешка · d6 чёрная ладья · f6 чёрная пешка · h6 чёрный король · b5 чёрный конь · e5 чёрная пешка · g5 белый конь · a4 чёрная пешка · c4 чёрный ферзь · a3 чёрная ладья · f3 белая пешка · g3 белый конь · d2 белая ладья · e2 чёрная пешка · c1 белый слон · d1 чёрный слон · e1 белый король | e8 белый ферзь · d7 чёрная пешка · f7 чёрная пешка · g7 чёрная пешка · h7 белый слон · c6 чёрная пешка · d6 чёрная ладья · f6 чёрная пешка · h6 чёрный король · b5 чёрный конь · e5 чёрная пешка · g5 белый конь · a4 чёрная пешка · c4 чёрный ферзь · a3 чёрная ладья · f3 белая пешка · g3 белый конь · d2 белая ладья · e2 чёрная пешка · c1 белый слон · d1 чёрный слон · e1 белый король | e8 белый ферзь · d7 чёрная пешка · f7 чёрная пешка · g7 чёрная пешка · h7 белый слон · c6 чёрная пешка · d6 чёрная ладья · f6 чёрная пешка · h6 чёрный король · b5 чёрный конь · e5 чёрная пешка · g5 белый конь · a4 чёрная пешка · c4 чёрный ферзь · a3 чёрная ладья · f3 белая пешка · g3 белый конь · d2 белая ладья · e2 чёрная пешка · c1 белый слон · d1 чёрный слон · e1 белый король | e8 белый ферзь · d7 чёрная пешка · f7 чёрная пешка · g7 чёрная пешка · h7 белый слон · c6 чёрная пешка · d6 чёрная ладья · f6 чёрная пешка · h6 чёрный король · b5 чёрный конь · e5 чёрная пешка · g5 белый конь · a4 чёрная пешка · c4 чёрный ферзь · a3 чёрная ладья · f3 белая пешка · g3 белый конь · d2 белая ладья · e2 чёрная пешка · c1 белый слон · d1 чёрный слон · e1 белый король | e8 белый ферзь · d7 чёрная пешка · f7 чёрная пешка · g7 чёрная пешка · h7 белый слон · c6 чёрная пешка · d6 чёрная ладья · f6 чёрная пешка · h6 чёрный король · b5 чёрный конь · e5 чёрная пешка · g5 белый конь · a4 чёрная пешка · c4 чёрный ферзь · a3 чёрная ладья · f3 белая пешка · g3 белый конь · d2 белая ладья · e2 чёрная пешка · c1 белый слон · d1 чёрный слон · e1 белый король | 2 |
| 1 | e8 белый ферзь · d7 чёрная пешка · f7 чёрная пешка · g7 чёрная пешка · h7 белый слон · c6 чёрная пешка · d6 чёрная ладья · f6 чёрная пешка · h6 чёрный король · b5 чёрный конь · e5 чёрная пешка · g5 белый конь · a4 чёрная пешка · c4 чёрный ферзь · a3 чёрная ладья · f3 белая пешка · g3 белый конь · d2 белая ладья · e2 чёрная пешка · c1 белый слон · d1 чёрный слон · e1 белый король | e8 белый ферзь · d7 чёрная пешка · f7 чёрная пешка · g7 чёрная пешка · h7 белый слон · c6 чёрная пешка · d6 чёрная ладья · f6 чёрная пешка · h6 чёрный король · b5 чёрный конь · e5 чёрная пешка · g5 белый конь · a4 чёрная пешка · c4 чёрный ферзь · a3 чёрная ладья · f3 белая пешка · g3 белый конь · d2 белая ладья · e2 чёрная пешка · c1 белый слон · d1 чёрный слон · e1 белый король | e8 белый ферзь · d7 чёрная пешка · f7 чёрная пешка · g7 чёрная пешка · h7 белый слон · c6 чёрная пешка · d6 чёрная ладья · f6 чёрная пешка · h6 чёрный король · b5 чёрный конь · e5 чёрная пешка · g5 белый конь · a4 чёрная пешка · c4 чёрный ферзь · a3 чёрная ладья · f3 белая пешка · g3 белый конь · d2 белая ладья · e2 чёрная пешка · c1 белый слон · d1 чёрный слон · e1 белый король | e8 белый ферзь · d7 чёрная пешка · f7 чёрная пешка · g7 чёрная пешка · h7 белый слон · c6 чёрная пешка · d6 чёрная ладья · f6 чёрная пешка · h6 чёрный король · b5 чёрный конь · e5 чёрная пешка · g5 белый конь · a4 чёрная пешка · c4 чёрный ферзь · a3 чёрная ладья · f3 белая пешка · g3 белый конь · d2 белая ладья · e2 чёрная пешка · c1 белый слон · d1 чёрный слон · e1 белый король | e8 белый ферзь · d7 чёрная пешка · f7 чёрная пешка · g7 чёрная пешка · h7 белый слон · c6 чёрная пешка · d6 чёрная ладья · f6 чёрная пешка · h6 чёрный король · b5 чёрный конь · e5 чёрная пешка · g5 белый конь · a4 чёрная пешка · c4 чёрный ферзь · a3 чёрная ладья · f3 белая пешка · g3 белый конь · d2 белая ладья · e2 чёрная пешка · c1 белый слон · d1 чёрный слон · e1 белый король | e8 белый ферзь · d7 чёрная пешка · f7 чёрная пешка · g7 чёрная пешка · h7 белый слон · c6 чёрная пешка · d6 чёрная ладья · f6 чёрная пешка · h6 чёрный король · b5 чёрный конь · e5 чёрная пешка · g5 белый конь · a4 чёрная пешка · c4 чёрный ферзь · a3 чёрная ладья · f3 белая пешка · g3 белый конь · d2 белая ладья · e2 чёрная пешка · c1 белый слон · d1 чёрный слон · e1 белый король | e8 белый ферзь · d7 чёрная пешка · f7 чёрная пешка · g7 чёрная пешка · h7 белый слон · c6 чёрная пешка · d6 чёрная ладья · f6 чёрная пешка · h6 чёрный король · b5 чёрный конь · e5 чёрная пешка · g5 белый конь · a4 чёрная пешка · c4 чёрный ферзь · a3 чёрная ладья · f3 белая пешка · g3 белый конь · d2 белая ладья · e2 чёрная пешка · c1 белый слон · d1 чёрный слон · e1 белый король | e8 белый ферзь · d7 чёрная пешка · f7 чёрная пешка · g7 чёрная пешка · h7 белый слон · c6 чёрная пешка · d6 чёрная ладья · f6 чёрная пешка · h6 чёрный король · b5 чёрный конь · e5 чёрная пешка · g5 белый конь · a4 чёрная пешка · c4 чёрный ферзь · a3 чёрная ладья · f3 белая пешка · g3 белый конь · d2 белая ладья · e2 чёрная пешка · c1 белый слон · d1 чёрный слон · e1 белый король | 1 |
|   | a | b | c | d | e | f | g | h |   |

1.Фh8 (~ 2.Кh3)
1. …Сb3 2. Сc2+ Кр:g5 3. Лd4#
1. …Сc2 2. Сe4+ Кр:g5 3. Лd3#
1. …Кd4 2. Сd3+ Кр:g5 3. Лc2#
1. …Крg5 2. Лd4+